# 蘇拉威西塚雉
蘇拉威西塚雉，又名马累塚雉、西里伯斯大頭雞或營塚鳥，是印尼特有的雞形目鸟类。

## 特徵
蘇拉威西塚雉長約55厘米，中等身型。身體呈黑色，面部呈淡黃色，瞳孔是紅褐色的，喙是橙紅色，下身呈玫瑰色。雞冠黑色及呈盔狀。腳呈灰藍色，有四趾，趾上有長而利的爪，趾間有蹼。雄雞與雌雞差不多完全一樣，只是雌雞較為細小及暗色。

## 分佈及棲息地
蘇拉威西塚雉分佈在印尼的蘇拉威西島，棲息在熱帶低地及山區森林，並在遼闊的沙地、火山土壤或海灘築巢。

## 行為
蘇拉威西塚雉的蛋很大，約有家雞大小的五倍。雌雞生蛋後會將蛋埋在沙穴中，讓地熱或陽光來孵化。雛雞孵化後會鑽出沙地，並躲在森林中。幼雞能夠飛行，完全獨立於父母。牠們會自行覓食及保護自己，免受蜥蜴、網紋蟒、野豬或野貓等掠食者的襲擊。
蘇拉威西塚雉是一夫一妻制的，經常留在伴侶的附近。牠們主要吃果實、種子、蟻、白蟻、甲蟲及其他細小的無脊椎動物。

## 保育狀況
自1972年起，蘇拉威西塚雉已受到印尼政府的保護。由於失去棲息地，有限的分佈地、雛雞的高死亡率及過度獵殺，蘇拉塚雉被世界自然保護聯盟列為瀕危物種，且受到《瀕危野生動植物種國際貿易公約》附錄一的保護。

## 外部連結
- ARKive - images and movies of the Maleo (Macrocephalon maleo)
- BirdLife Species Factsheet （页面存档备份，存于）